# 普朗多尔贡
普朗多尔贡（法語：Plan-d'Orgon，法語發音：[plɑ̃ dɔʁɡɔ̃]）是法国罗讷河口省的一个市镇，属于阿尔勒区。

## 地理
普朗多尔贡（43°48'39"N, 5°0'5"E）面积14.94 平方千米，位于法国普罗旺斯-阿尔卑斯-蓝色海岸大区罗讷河口省，该省份为法国东南部沿海省份，北起沃克吕兹省，西接加尔省，南濒地中海，东临瓦尔省。
与普朗多尔贡接壤的市镇（或旧市镇、城区）包括：卡巴讷、埃加利耶尔、莫莱热斯、奥尔贡、圣昂迪奥勒、卡瓦永。

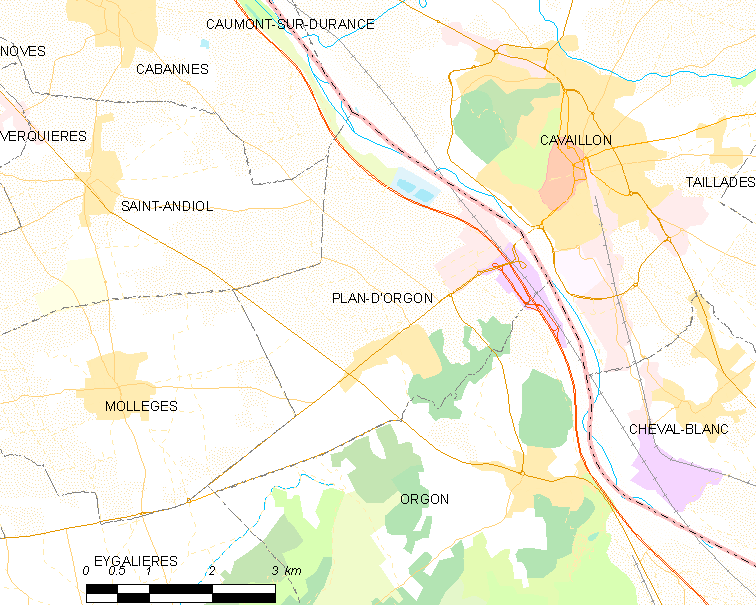
普朗多尔贡的OSM定位图

普朗多尔贡的时区为UTC+01:00、UTC+02:00（夏令时）。

## 行政
普朗多尔贡的邮政编码为13750，INSEE市镇编码为13076。

## 政治
普朗多尔贡所属的省级选区为沙托勒纳尔县。

## 人口

1962-2008年间普朗多尔贡人口变化图示

普朗多尔贡于2022年1月1日时的人口数量为3562人。